# Natalja Wassiljewna Krandijewskaja-Tolstaja

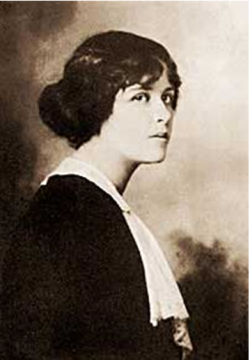
Natalja Wassiljewna Krandijewskaja-Tolstaja

Natalja Wassiljewna Krandijewskaja-Tolstaja, geboren Natalja Wassiljewna Krandijewskaja, (russisch Наталья Васильевна Крандиевская-Толстая; * 21. Januarjul. / 2. Februar 1888greg. in Moskau; † 17. September 1963 in Leningrad) war eine russisch-sowjetische Lyrikerin.

## Leben
Krandijewskajas Vater Wassili Afanasjewitsch Krandijewski war Herausgeber und Journalist, der zusammen mit Sergei Apollonowitsch Skirmunt das Bulletin für Literatur und Leben herausgab. Ihre Mutter Anastassija Romanowna Tarchowa war eine bekannte Schriftstellerin am Anfang des 20. Jahrhunderts. Ihre jüngere Schwester war die Bildhauerin Nadeschda Wassiljewna Krandijewskaja, deren Sohn Andrei Faidysch-Krandijewski Bildhauer war.
1907–1914 war Krandijewskaja mit dem Rechtsanwalt Fjodor Akimowitsch Wolkenstein verheiratet. Ihr Sohn war der Physikochemiker Fjodor Fjodorowitsch Wolkenstein.
1914 wurde Krandijewskaja die dritte Frau des Schriftstellers Alexei Nikolajewitsch Tolstoi (bis 1935). Ihr Sohn Nikita Alexejewitsch Tolstoi wurde Physiker, heiratete Natalja Michailowna Losinskaja (Tochter des Akmeisten Michail Leonidowitsch Losinski) und hatte sieben Kinder (darunter die Schriftstellerin Tatjana Nikititschna Tolstaja) und 14 Enkel (darunter den Designer Artemi Andrejewitsch Lebedew). Ihr weiterer Sohn Dmitri Alexejewitsch Tolstoi wurde Komponist, war dreimal verheiratet und hatte mehrere Kinder, darunter den Chirurgen Alexei Dmitrijewitsch Tolstoi und die Slawistin Jelena Dmitrijewna Tolstaja.
Krandijewskajas frühe Gedichte wurden in Zeitschriften und auch in Sammelbänden 1913 und 1919 gedruckt und von Iwan Alexejewitsch Bunin, Konstantin Dmitrijewitsch Balmont, Alexander Alexandrowitsch Blok und Sofija Jakowlewna Parnok positiv beurteilt.
Als nach der Oktoberrevolution Krandijewskaja mit Alexei Tolstoi aus der Emigration zurückgekehrt war, gab sie ihre literarische Tätigkeit weitgehend auf, um Sekretärin ihres Mannes zu sein. Es erschien das Buch über den Goldenen Schlüssel oder die Abenteuer des Pinocchio mit ihren Gedichten.
Erst nach der Trennung von Tolstoi 1935 wendete Krandijewskaja sich wieder der Poesie zu. Während des Deutsch-Sowjetischen Kriegs wurde sie aus dem blockierten Leningrad 1943 nach Moskau evakuiert. Sie wurde in den Schriftstellerverband der UdSSR aufgenommen. Ihre späten Gedichte, darunter auch Gedichte über die Leningrader Blockade, erschienen in den 1970er-Jahren.